# Element Skateboards

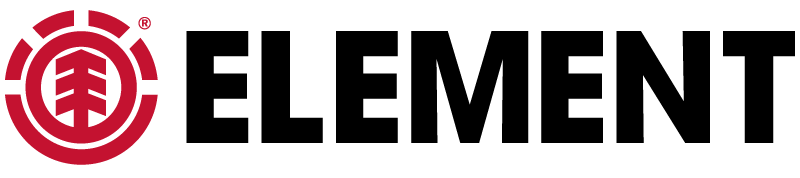
Element skateboards logo

Element Skateboards is een skateboardbedrijf gevestigd in Atlanta, Georgia. Het bedrijf begon in 1992 als Underworld Element. Later werd het woord Underworld van de naam verwijderd en bleef Element over. De oprichter en eigenaar van de firma, Johnny Schillereff, heeft het logo verzonnen. Het staat voor natuurlijk hout (waar de skateboards van gemaakt zijn) en een zijn met je board. Het logo is een stick-figure-style boom midden in een cirkel, meestal wit met de rode achtergrond. Sommige variaties is het logo omcirkeld door de 4 woorden: Wind, Water, Fire en Earth. Dit zijn de vier basiselementen.